# 王士弘
王士弘（？—？），晉寧路潞州上黨縣人，明朝初期政治人物。

## 生平
王士弘任寧海縣知縣，靖海侯吳禎奉命收走方國珍故卒。有無賴誣陷平民，王士弘上書請求作罷此事，其言語非常懇切。朱元璋下詔作罷，百姓因此得以安定。